# Giannina e Bernardone
Giannina e Bernardone är en italiensk opera (dramma giocoso) i två akter med musik av Domenico Cimarosa och libretto av Filippo Livigni.

## Historia
Operan hade premiär i november 1778 på Teatro San Samuele i Venedig. 1786 hade operan nypremiär i Venedig under namnet Il villano geloso.

## Personer
| Roller                                       | Stämma      | Premiärbesättning november 1778 (Dirigent: - ) | Rollbesättning vid den svenska premiären den 20 februari 1787 (Dirigent: - ) |
| -------------------------------------------- | ----------- | ---------------------------------------------- | ---------------------------------------------------------------------------- |
| Giannina                                     | sopran      |                                                | C. Müller                                                                    |
| Masino                                       | tenor       |                                                | Carl Gustaf Grönström                                                        |
| Bernardone                                   | bas         |                                                | Carlo Uttini                                                                 |
| Lauretta                                     | sopran      |                                                | G. Bassi                                                                     |
| il capitano Francone                         | tenor       |                                                |                                                                              |
| Don Orlando                                  | bas         |                                                | Diedrich Tellerstedt                                                         |
| Donna Aurora                                 | mezzosopran |                                                | Sofia Liljegren                                                              |
| Tjänare, soldater, militäriorkester, grannar | kör         |                                                |                                                                              |

## Handling
Operan handlar om en svartsjuk make som plågar sin hustru.